# Becquerel (krater)
För andra betydelser, se Becquerel (olika betydelser).
Becquerel är en krater på planeten Mars namngiven efter den franske fysikern Henri Becquerel.
Kratern har en diameter på ungefär 165 km.